# Jaime Petit
Jaime Petit Ros (Jaume en catalán) (Begas, Barcelona, 1865 - Begas, Barcelona, España, 1947) fue un empresario accionista de industria y terrateniente español, fue mecenas de su pueblo y presidente honorífico de la hoy extinguida Sociedad de Socorros Mutuos entre los Sordomudos de Ambos Sexos de Cataluña, tiene dedicado a su nombre una de las calles más largas de Begas.
Nació en Begas, un municipio del Bajo Llobregat (Barcelona, España) en el año 1865, hijo de una familia de propietarios rurales en Cal Vidu, de jovencito fue educado en Barcelona con estudios comerciales y fue fundador de diferentes empresas relacionadas con el comercio regional, poco a poco fue aumentando beneficios.
Enamorado de la economía, fue accionista para acabar ganando en bolsa y multiplicar sus beneficios económicos, que más tarde usaría para invertir en sus empresas privadas, la compra de tierras en su municipio, fundar la línea de autobuses Begas-Brugués-Gavá y promover la construcción de grandes edificios sociales en Begas: el Petit Casal (1909), el Hotel Colonia Petit-Canigó (1915) y el Gran Hotel Petit-Canigó (1927)

## Vida

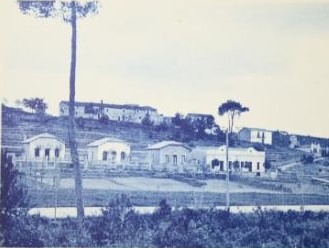
El barrio de la Salud a primera vista a principios del siglo XX, al fondo la masía cal Vidu, lugar de nacimiento y residencia veraniega de Jaime Petit durante sus estancias en Begas y propiedad de sus descendientes.

### Club de Fútbol Begas
Jaime Petit Ros, hijo de Cal Vidu, pero residente en Barcelona, había puesto en marcha diferentes iniciativas comerciales que beneficiaron la economía beguetana, el Hotel Petit Canigó, por ejemplo, era el lugar de estancia escogido por miembros de la burguesía barcelonesa que buscaban el buen clima de Begas y aprovechaban su estancia para celebrar fiestas de carácter lúdico y social.
Precisamente la buena relación entre la burguesía y este prohombre se estableció a raíz de su mecenazgo y atención a personas minusválidas. Por esta causa fue distinguido el año 1927 con la presidencia de Honor de la Asociación de Sordomudos de Barcelona. Con el propósito de que los niños afectados por esta enfermedad pudieran disfrutar de unos días de ocio, patrocinó unas colonias durante el verano en su hotel.
Para que estos chicos se lo pasaran bien, entre otros actos en los que participaría todo el pueblo, se organizó un partido de fútbol entre el Club de Fútbol Begues y un equipo formado por chicos sordomudos. El premio era una copa monumental para el ganador pagada por el señor Jaime Petit. El árbitro del partido, teniendo en cuenta que los chicos no podían oír el silbido que marcaba los tiempos y las jugadas, debía darse entender con un pañuelo, lo que despertó la admiración de los beguetanos que acudieron a presenciar la competición .
Los jóvenes forasteros jugaron como unas fieras para ganar y acabaron la mayoría de ellos con las rodillas y los codos pelados, pero felices con su trofeo.

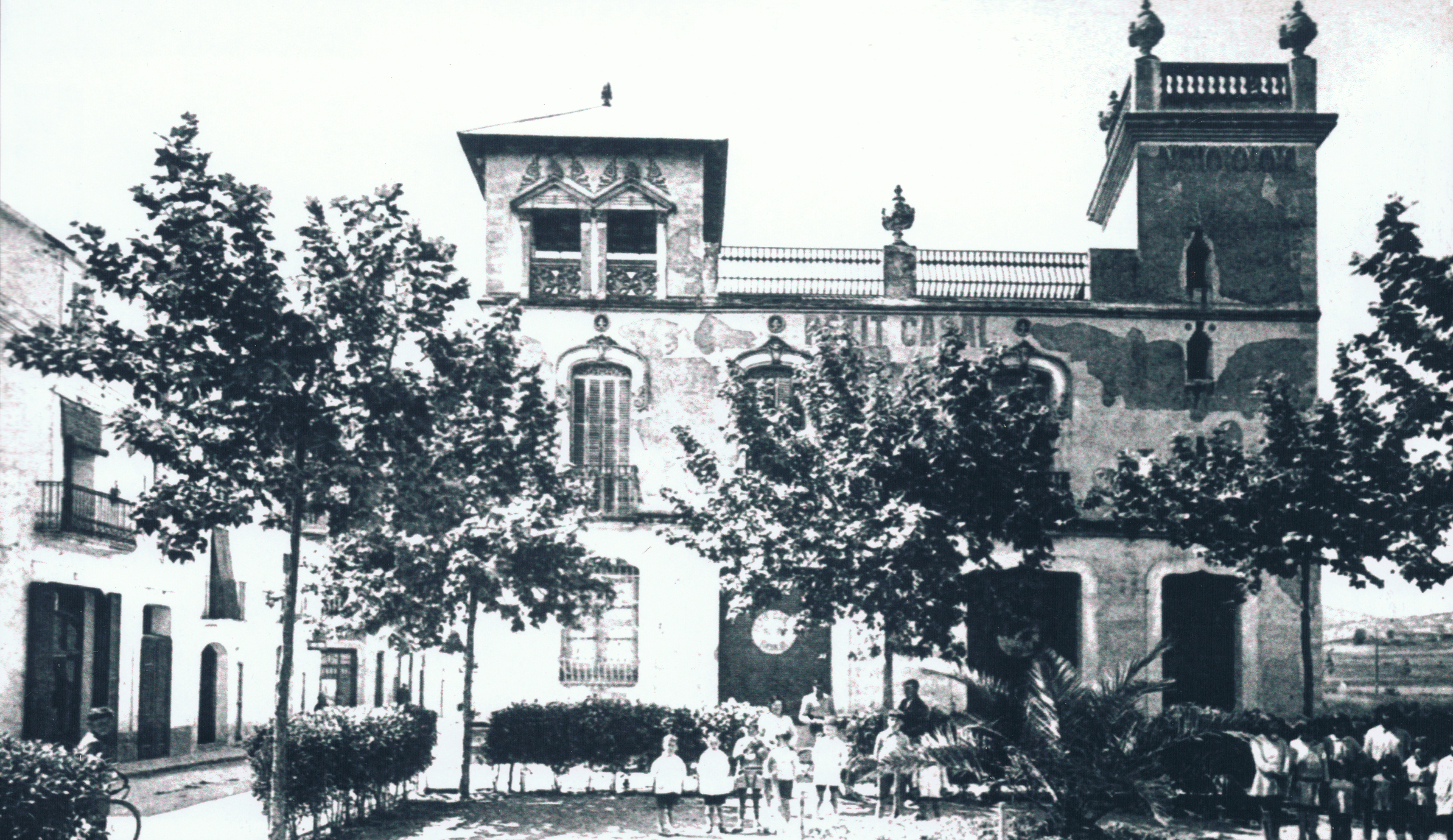
El Petit Casal fue un casal asociativo promovido el 1909 por Jaime Petit Ros, de cal Vidu. Aplegaba a los beguetanos y veraneantes de tendencia conservadora. El edificio fue proyectado por Juan Bruguera el año 1915. Posteriormente fue convertido en una tienda de ultramarinos y se le conocía como "el Colmado". Actualmente es un centro de información municipal.

### Homenaje a los niños Sordomudos
El día 29 de junio de 1912, en Begas se celebró una fiesta en honor a la magnitud y altruismo del opulento propietario, hijo de la población, Jaime Petit y Ros.
El director, profesores y alumnos del Instituto Catalán de Sordomudos y una representación del Patronato de las escuelas gratuitas del mismo, invitado por la Sociedad de Socorros Mutuos entre los Sordomudos de ambos Sexos de Cataluña, efectuaron una excursión a Begas para asistir al acto de bendición de la Bandera de la Sociedad, en la que actuaba de padrino el mismo Jaime Petit. Por la mañana, salieron de Barcelona en coche los profesores y alumnos del Instituto Catalán de Sordomudos, algunos de ellos acompañados por sus familias, a las diez menos cuarto partieron del apoderado del Paseo de Gracia de Barcelona, Jaime Petit entre otros.
En la estación de Gavá les esperaba un magnífico automóvil en el que los expedicionarios harían el recorrido hasta Begas. El viaje de Gavá a Begas fue bastante cómico, ya que también se apuntaron los músicos que debían ambientar el acto. A medio camino, después de haber pasado la famosa Ermita de Nuestra Señora de Brugués, situada al pie de la montaña donde está el antiquísimo Castillo de Eramprunyà, el clarinete de la orquesta empezó a sentir síntomas de mareo cuando aún faltaban 5 kilómetros para llegar a Begas, finalmente, los músicos tuvieron que subir andando.

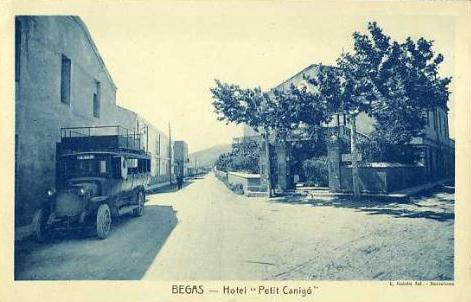
El Hotel Colonia Petit fue promovido por Jaime Petit, juntamente con la línea de autobuses Begas-Gavá, con el objetivo de reactivar la economía del municipio después de la crisis de la filoxera. Fue inaugurado en el 1915 que se convirtió en uno de los centros de recreo más populares del pueblo y un elemento de dinamización de la vida social de los veraneantes que durante las primeras décadas del siglo XX comenzaron a establecer en Begas sus residencias de vacaciones.

Al llegar la expedición a Begas, (donde se encuentra actualmente una gasolinera), fueron recibidos por el Somatén municipal de José Vendrell Puig que dispararon al aire dándoles la bienvenida, allí se encontraba el alcalde del municipio, Gabriel Viñas Sadurní, el juez municipal, Juan Masfuster, el síndico, José Ventura Viñas y los concejales José Sadurní Roig, Antonio Grados Tutusaus y Pedro Ventura y Esteban, así como el cura del municipio, Juan Jordà. A lo largo de la carretera estaban los niños y niñas de las escuelas del pueblo, con sus profesores, Rosa Ximenis y Fernando Muñoz, con los estándares de las escuelas.
La comitiva, acompañada por casi todo el pueblo, se dirigió al pinar de Cal Vidu, lugar de nacimiento y propiedad de Jaime Petit, donde se situó un altar que debía celebrarse una misa de campaña para bendecir la Bandera de la Sociedad de Sordosmudos. La concurrencia fue enorme.
Al terminar la misa, toda la comitiva se dirigió al Ayuntamiento, donde Jaime Petit colocó la Bandera de la Sociedad en el balcón tras pronunciar unas palabras que fueron muy aplaudidas.
En el edificio Petit Casal, propiedad de Jaime Petit, se celebró sobre las 14 horas un banquete que asistieron las autoridades de la población, los alumnos sordomudos con sus profesores y los invitados, unas doscientas personas, donde luego se organizaron bailes de salón.
Al cabo de un rato, el señor Petit Ros obsequió a las niñas de la escuela municipal un abanico y cadenitas metálicas, y a los niños una hucha con monedas, manifestando que lo hacía para fomentar en ellos la idea del ahorro, gesto que fue muy aplaudido por los asistentes y agradecido por el profesor municipal Fernando Muñoz.
El acto festivo duró toda la tarde hasta el anochecer, donde los jóvenes se entregaron a fondo y al que se respiraba un ambiente envidiable de paz, alegría y concordia.

### Regreso a Begas
El 4 de abril de 1915, en las doce y media del mediodía, salieron desde Barcelona el señor Petit y los invitados a la fiesta que se llevaría a cabo en el mismo municipio de Begas.
Acompañaba al señor Petit el jefe de la sección administrativa de primera enseñanza, que ostentaba la representación del gobernador civil; el inspector jefe de la primera enseñanza, el delegado del Instituto Nacional de Previsión, el presidente de la Unión de profesores particulares de Barcelona, el director de la Escuela de Sordomudos, entre otras personalidades.
Una avería de uno de los automóviles en Gavá, obligó a que los invitados que se trasladaran a otro vehículo. El viaje hacia Begas, empinado y prolongado, se hizo sin ninguna novedad.
Al llegar los expedicionarios en el municipio fueron recibidos con mucho entusiasmo. Una vez en el pueblo, en el local del Petit Casal, que se encontraba adornado con banderas, se sirvió a los invitados una comida, en honor, brindis y alabanzas al señor Jaime Petit.

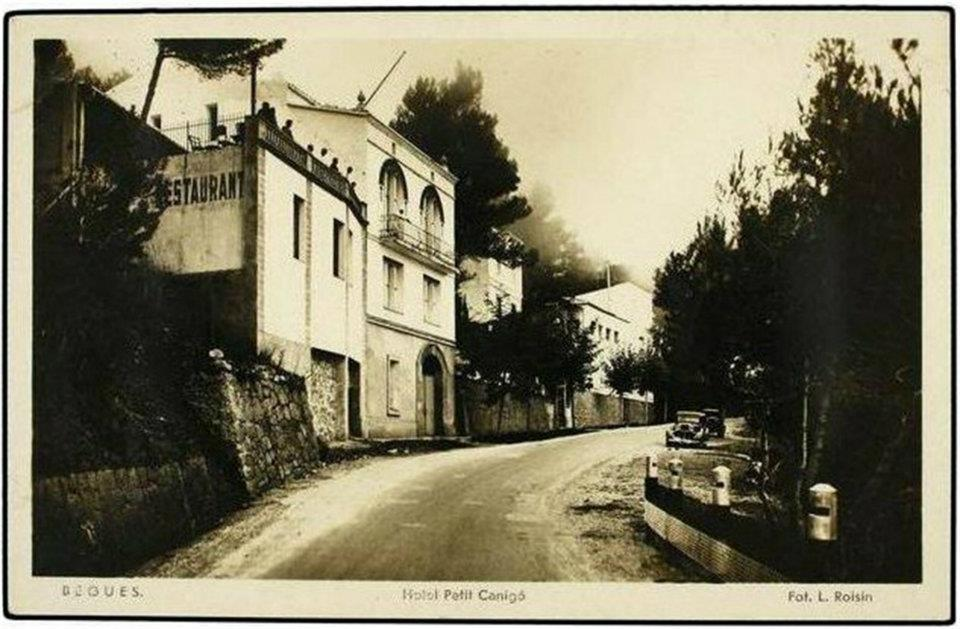
El Gran Hotel Petit-Canigó fue un hotel fundado en el 1927, actualmente en muy mal estado, en el que también se alojó una colonia de sordomudos, dice la leyenda que una noche, una peña de gente hacía una partida de póker. Entre ellos había un señor adinerado que en esa partida lo perdió todo. Desesperado fue hacia "El Mur" donde se lanzó al abismo.

A las cuatro de la tarde se organizó en el Ayuntamiento una comitiva formada por la banda de música "Armonía Barcelonesa" de Bautista Alabart que se dirigió al Petit Casal, esta comitiva estaba formada por niños y niñas de las escuelas de Begas, y sus respectivos profesores, Fernando Muñoz y Rosa Ximenis. Estaban presentes el alcalde de Begas, José Ventura, el juez, Juan Mas, el cabo del somatén beguetano, José Vendrell, entre otros. Cuando llegaron se dirigieron a la plaza anexa del Petit Casal, donde debía celebrarse la ceremonia y donde se colocó una tribuna para las autoridades. En aquella plaza se congregó el pueblo en masa para presenciar la fiesta, que comenzó a las cuatro y media de la tarde, cuando los niños José Vendrell Vendrell y Luis Ros Artigas, y las niñas Joaquina Muñoz Parellada y Sabina Casanova Ximenis, recibieron grandes aplausos tras cantar algunas composiciones.
Jaime Petit, comenzó la fiesta entregando 183 libretas de la Caja de Pensiones a 102 niños y 81 niñas, con una cantidad de 4 pesetas cada una, junto con una caja de bombones, los niños entregaron al señor Petit dos ramos de flores con lazos de seda y dedicatorias mientras que a la vez se alababa al pueblo de Begas y a Jaime Petit.
A continuación, el consejero delegado del Instituto Nacional de Previsión, leyó una carta en la que manifestaba que debido a los méritos de Jaime Petit se procedía a entregarle la medalla de oro del Instituto, de la que dijo que muy pocas personas la tenían. Este gesto significó un ruidoso salva de aplausos y vivas. La fiesta acabó con los niños y niñas de las escuelas de Begas haciendo ejercicios de gimnasia rítmica y cantando la coral "La Montaña", junto con sus respectivos estandartes escolares.
Jaime Petit marchó sobre las seis de la tarde, sumamente emocionado, hacia Barcelona. Tanto a él como a las autoridades que lo acompañaban, el pueblo en masa se dedicado a darles un despido muy emotivo.

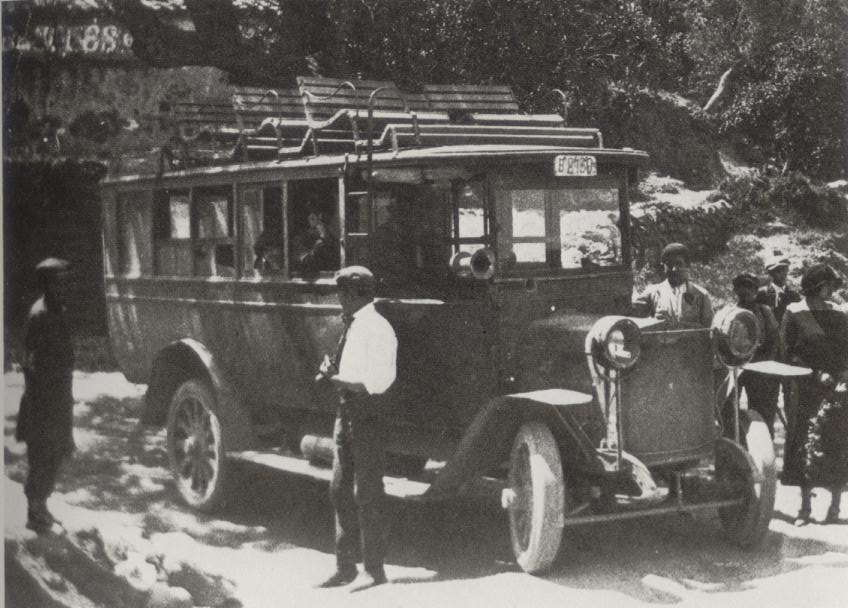
Primer autobús de la línea Begas-Brugués-Gavá, conocido popularmente como el "Petit-Canigó" y promovido por Jaime Petit a principios del los añs 1920. Hoy propiedad de la empresa catalana de transportes Mohn S.L.

### Comida filantrópica en Vallvidrera
En el Hotel Baldiró de Vallvidrera se celebró el día 23 de mayo de 1915 un banquete con el que Jaime Petit, presidente honorario de la Sociedad de Socorros Mutuos entre los Sordomudos de Ambos Sexos de Cataluña, obsequió a los miembros con un homenaje a la entidad por su buen funcionamiento y grandes progresos, y que había contribuido en un mejoramiento social y económico para sus miembros.
Al llegar Jaime Petit al Hotel Baldiró, fue ovacionado por los asistentes, poniendo en relieve las simpatías que contaba, especialmente entre la gente desheredada.
En la comida se sentaron ciento veinticinco comensales, que transcurrió con mucha animación y alegría con copas de cava, donde brindaron por la obra que realizaba Jaime Petit y los alumnos sordomudos.

### Acto filantrópico en Begas y accidente
A principios de septiembre de 1926 se inició en el Hotel Colonia Petit de Begas las colonias de niños sordomudos, donde se hacían actividades diurnas al aire libre en un pueblo rodeado de bosques y vegetación aromática, donde abundan muchas plantas saludables.
Al finalizar las colonias que duraron 30 días, los alumnos fueron transportados con la línea de autobuses Petit-Canigó que tenía el trayecto Begas-Brugués-Gavá, propiedad de Jaime Petit, hacia la Granja Petit-Canigó del mismo municipio, allí fueron obsequiados con un desayuno de despedida a petición de la Asociación de Padres y Amigos de Sordomudos que habían sido agradecidos por el cuidado y protección de los alumnos sin que hubiera habido ningún accidente.
Los niños fueron despedidos en la Iglesia Parroquial de Begas y fueron transportados a Gavá en autobús para coger el tren e ir al centro social de Sordomudos de Barcelona. Las familias respectivas de los niños quedaron muy satisfechas de los beneficios y mejoras sociales que recibieron sus hijos.
El día 3 de diciembre de 1928, en la calle diputación de Barcelona, un automóvil atropelló a Jaime Petit con 60 años, que fue asistido en el dispensario de Hostafrancs, con contusiones y erosiones graves en diferentes partes del cuerpo sin temer por su vida, aunque con secuelas físicas.
A partir de 1935 se estableció en Begas con 70 años de edad, donde falleció en 1947 en el edificio de propiedad familiar del Petit Casal.

## Familia Petit

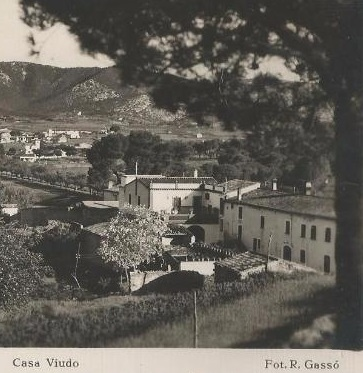
Masía Cal Vidu en Begas

La aparición de la familia Petit en Begas está documentada a partir de las migraciones francesas hacia este pueblo de la Baronía de la Erampruñá a medianos del siglo XIV, alrededor de los años 1390-1396, donde se instalaron por primera vez en las masía de Las Planas, que pertenecía -entre otras- a la parroquia de San Miguel d'Erampruñá.
Las primeras familias begatanas establecidas en Begas conocidas fueron los Peñella, los Petit, los Vendrell y los Ros, establecidos durante el siglo XIV y siglo XV, que continuaron engrandeciendo su patrimonio, sobre todo los Petit, que poseían el Mas de Las Planas, Mas Trabal, Mas de la Clota, Mas de la Parellada, Mas Garau, Mas Batró, Mas Puigvoltó, Mas Torra, Mas Tió, Mas Roig y Mas Bort, este último propietario de Pere Petit.
En la primera mitad del siglo XVI se establecieron en Begas la familia Romagosa, los Sadurní, los Termens y los Campamá, que aparecen ya en los documentos del año 1504.
A partir del siglo XX, los miembros burgueses de esta familia establecidos en Cal Viduo, con Jaime Petit Ros al frente, adquieren diferentes propiedades y fundan en Begas las Colonias Petit, el antiguo Teatro Goula, el Petit Casal y el Gran Hotel Petit-Canigó, fundando también la línea de autobuses.
Como dato curioso y durante los siglos anteriores, la familia Petit, los Sadurní, los Térmens, los Guasch y los Romagosa fueron emparentados mediante matrimonio concertado, así como otras antiguas familias del pueblo de Begas, que se producían fundamentalmente para obtener beneficios jurídicos, económicos o sociales.